# Rives (poète)
Pour les articles homonymes, voir Rives.
John G. Rives (né en 1968) est un auteur, conteur et poète américain. Il a publié plusieurs livres pour enfants et a participé à plusieurs saisons de la série Def Poetry Jam (en) de la chaîne HBO. Il a également participé à plusieurs conférences TED.
Il a coanimé avec Tommy Hilfiger l'émission spéciale Ironic Iconic America.